# Окото
 Тази статия е за езерото в Рила.  За зрителния орган вижте Око.  
Окото е ледниково циркусно езеро в Рила, второто от Седемте рилски езера. Известно е още и с името Сърцето, а в миналото е носило името Чанак гьол. Разположено е на 2440 метра надморска височина.
Езерото е с дълбочина 37,7 метра – то е най-дълбокото от ледниковите езера на територията на Балканския полуостров. Дължината му е 390 m, а широчината 240 m. Заема водна площ от 68 декара, а водният му обем е 860 000 m3.
Окото се оттича от североизточния си край към по-нискостоящото езеро Близнака. От южната страна на езерото е надвиснала преспа, езикът на която много рядко се разтопява и остава извън водните му очертания.
Поточетата, които се оттичат от Седемте рилски езера, дават началото на река Джерман.

## Маршрути
Изходни пунктове за Окото са старата хижа „Седемте езера“ или новата хижа „Рилски езера“. От старата хижа пътеката върви покрай Рибното езеро, Трилистника, Близнака и Бъбрека. От новата хижа до Окото се отива или с изкачване до билото на Сухия рид и след това почти хоризонтално към Бъбрека, или до старата хижа и пак до Бъбрека. Окото е предпоследното езеро по един от най-популярните алпийски маршрути в нашите планини – обиколката на Седемте рилски езера. Подходът към езерото започва при стръмния склон до южната част на езерото Бъбрека и следва отточния поток на Окото. Оттам маркираната с червено пътека следва североизточната брегова линия и продължава стръмно нагоре през поредица от серпентини до най-високото езеро от групата – Сълзата.
При оттока на Окото има немаркирана пътека към разположения на югозапад Отовишки връх и хижа Иван Вазов.
Изходните точки за достъп до Окото са:
- от х. Рилски езера – 1:45 часа.
- от х. Седемте езера – 1:00 час.
- от х. Иван Вазов – 1:30 часа.

## Изследвания
На 25.10.2005 г. двама български водолази – Румен Железаров от Водолазен център Марина Китен и операторът Владимир Веков за първи път в историята на водолазното дело в България извършват уникално спускане в езерото, като достигат най-дълбоката му точка – 37,7 m и установяват, че дълбочината му през годините се увеличава. Двамата водолази даряват на катедра „Обща и приложна хидробиология“ към СУ „Св. Климент Охридски“ дънни седиментни отлагания и водни проби, които след анализ на учените с ръководител проф. д.б.н. Яна Топалова показват изключителна чистота на водата. По време на водолазното спускане Владимир Веков заснема подводен документален филм, който дарява безвъзмездно на Национален парк Рила.